# Raimondo Ponte
Raimondo Ponte (* 4. April 1955 in Windisch AG) ist ein ehemaliger Schweizer Fussballspieler und -trainer.

## Karriere
Den grössten und erfolgreichsten Teil seiner Fussballerlaufbahn bestritt Ponte mit dem Grasshopper Club Zürich. Er war einer der Schlüsselspieler in der Mannschaft, die 1978 bis in den Halbfinal des UEFA-Cups vorstiess. In dieser Saison wurde er UEFA-Cup-Torschützenkönig. Nach zwei je einjährigen Abstechern zu Nottingham Forest bzw. SC Bastia zog es ihn zurück nach Zürich. Von 1988 bis 1991 war Ponte Spielertrainer beim FC Baden. Dort beendete er mit 36 Jahren seine Spielerkarriere nach drei Meistertiteln.
Pontes erste Station als Trainer war der FC Baden. Mit dem FC Zürich, dessen Cheftrainer er fünf Jahre lang war, gelang es ihm 1998, unerwartete internationale Erfolge zu erzielen. Später war Ponte Trainer in Italien und beim FC Luzern. Auf die Saison 2023/24 hin wurde er Cheftrainer des Frauenteams des FC Aarau. Nach nur drei Meisterschaftsspielen, die alle verloren gingen, trat er von seinem Amt zurück.

## Erfolge
Als Spieler beim Grasshopper Club Zürich
- Schweizer Meister: 1978, 1983, 1984
- Schweizer Cup: 1983, 1988
- UEFA-Cup-Torschützenkönig: 1977/78